# Caldera (ort)

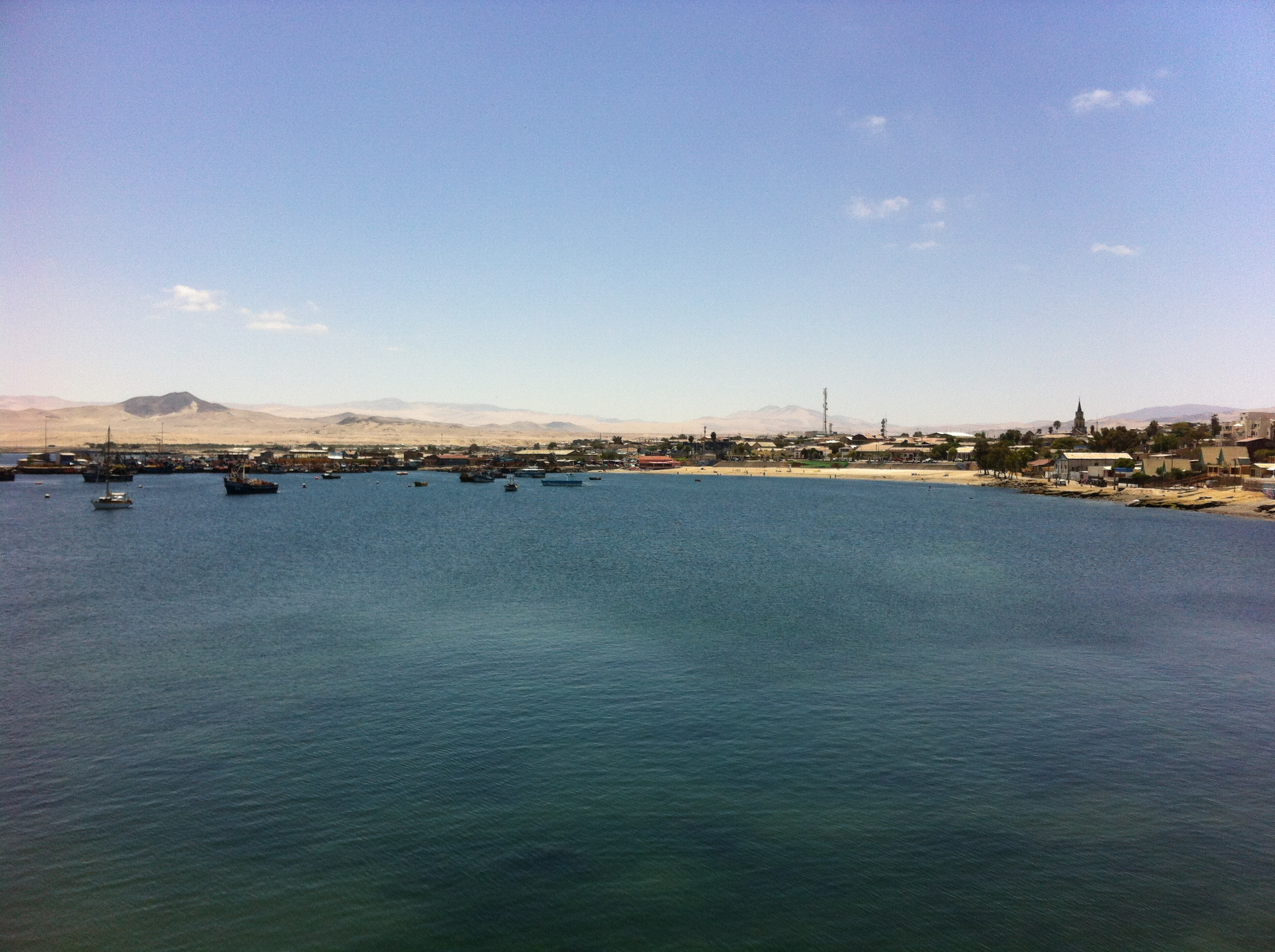
Plaza Condell

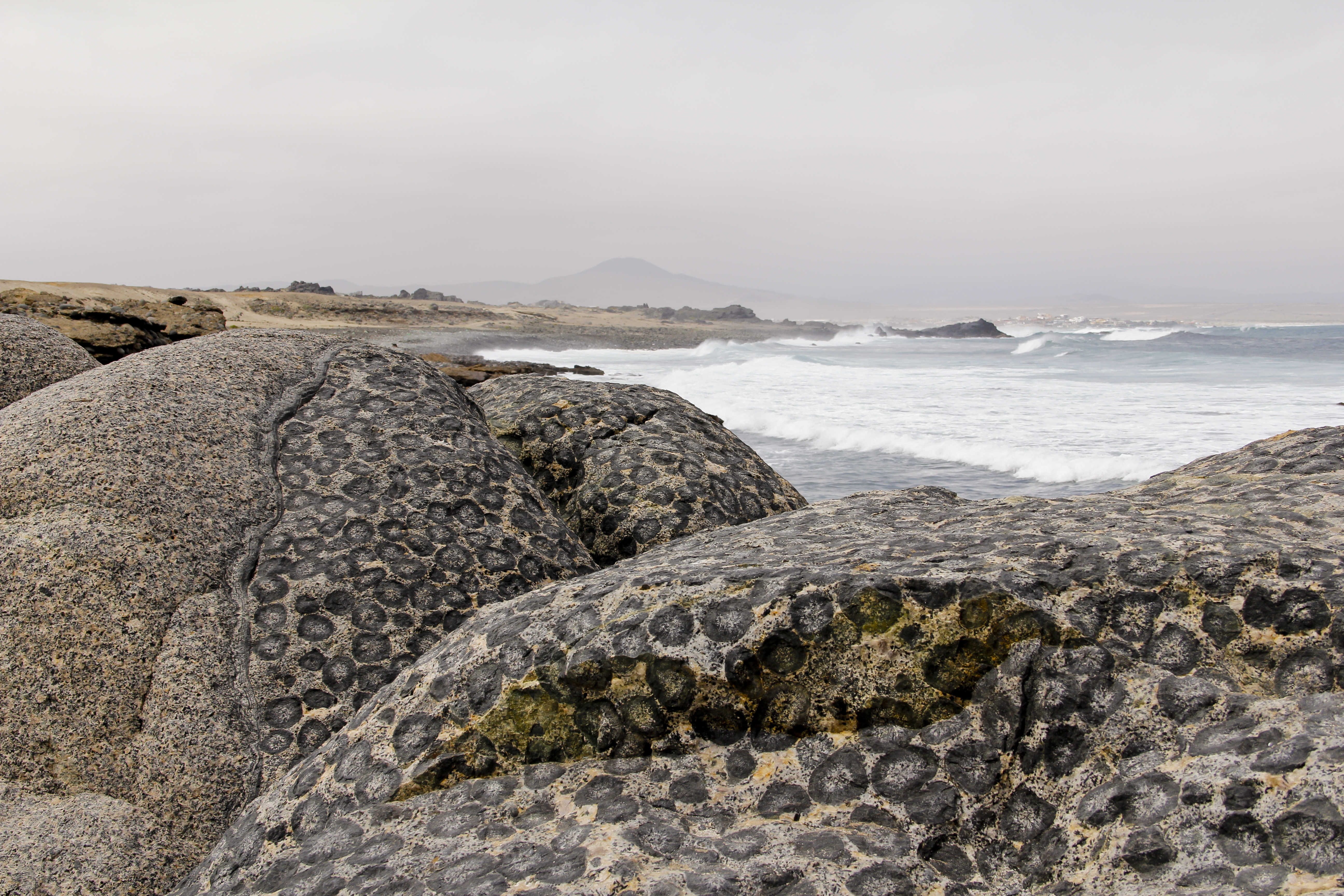
Förekomst av ögondiorit norr om Caldera

Caldera är en ort i Provincia de Copiapó i Región de Atacama i norra Chile.
Elva kilometer norr om Caldera finns ett naturskyddsområde med en förekomst av ögondiorit.